# Блаунт, Анна
Анна Блаунт (англ. Anna Blount, 18 января 1872 — 12 февраля 1953) — американский врач из Чикаго и Ок-Парка. 17 июня 1897 года Северо-Западный университет присвоил ей звание доктора медицины. Она добровольно предлагала свои медицинские услуги в Hull House, поселении в Чикаго, основанном в 1889 году. Она поощряла других женщин становиться врачами и была президентом Национальной ассоциации женщин-врачей.

## Половое воспитание и контроль над рождаемостью
Она была сторонницей контроля над рождаемостью и лидером движения за контроль над рождаемостью в Соединённых Штатах. Она часто писала для журнала Birth Control Review. Она работала в комитете Первой американской конференции по контролю над рождаемостью. Блаунт читала лекции по «сексуальной гигиене» в средних школах Чикаго, клубах и университетах. Она создала брошюры, такие как «Разговор с матерями», в которых обсуждалось использование презервативов. Она считала, что «защищать женщин» от информации о венерических заболеваниях неправильно. Когда это ещё было незаконно, Блаунт раздавала информацию о контроле над рождаемостью, что является прямым нарушением законов против обсуждения контроля над рождаемостью.
«В Чикагском гражданском комитете по контролю над рождаемостью активно работала Анна Блаунт, член CWC, которая в двадцатых годах подчёркивала необходимость увеличения числа женщин среди врачей. Nota bene, её руководство по контролю над рождаемостью называлось: «Разговор с матерями доктора, которая сама является матерью». Она представилась здесь как профессионально подготовленная к консультированию в области контроля над рождаемостью, а также женщина, которая поделилась этим опытом с другими женщинами. Её статус был узаконен тем фактом, что она имеет троих детей и специализировалась на гинекологии и педиатрии».
Доктор Блаунт также поддерживала идею евгеники. Блаунт назвала евгенику «самым важным движением современности». Она возглавляла Общество евгенического образования в Чикаго. Блаунт считала, что люди должны иметь детей только от самых психически и физически здоровых людей. Она считала, что «жестокость — это наследственная черта». Алкоголизм она связывала в том числе с наследственностью. Блаунт даже считала, что снижение численности населения предотвратит войну и мировой голод.
Блаунт не считала, что люди, которые недовольны друг другом, должны оставаться в браке, и предлагала упростить получение развода в суде. Она выступала за то, чтобы присяжные по делам о разводе состояли из женщин.

## Право голоса для женщин

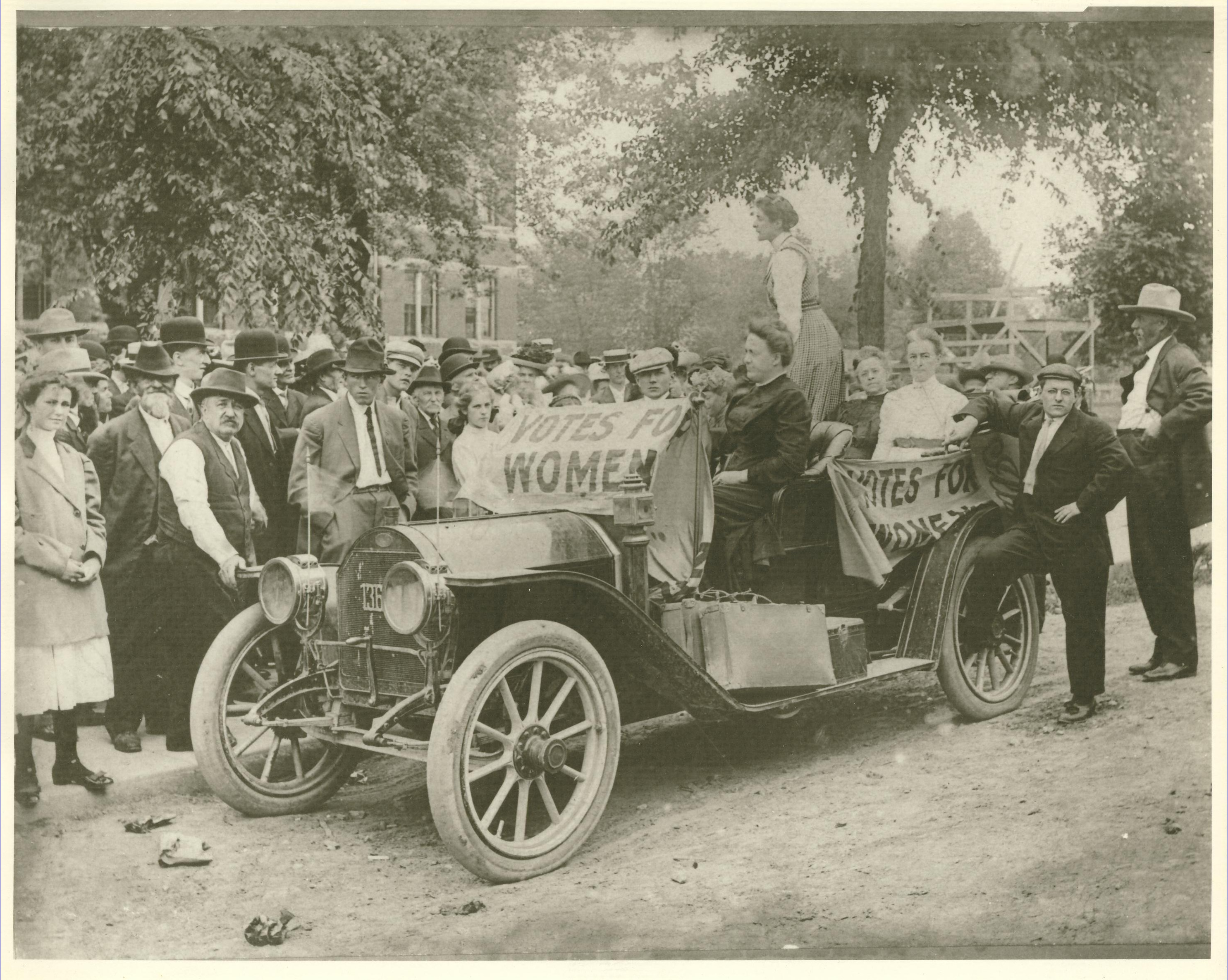
Блаунт на автопробеге суфражисток в Иллинойсе.

Доктор Блаунт была лидером женского избирательного движения. Она была членом Чикагского женского клуба и Женского клуба девятнадцатого века в Ок-Парке. Блаунт выступила против клубных организаций, пытающихся помешать вступлению афроамериканок. Что касается участия доктора Блаунт в движении за избирательное право женщин, The Gentle Force гласит:

«Доктор Анна Блаунт и Грейс Уилбур Траут… добились репутации лидеров этого дела в масштабах штата и оба работали в муниципальной комиссии по избирательному праву в Иллинойсе, как и члены клуба Грейс Холл Хемингуэй и Анна Ллойд Райт. Доктор Блаунт была действующим врачом и хирургом со специализацией в акушерстве и гинекологии. Она активно выступала за избирательное право и в 1906 году вместе с Элизабет Болл и Фиби Батлер основала Ассоциацию пригородных гражданских прав и равного избирательного права (позже Лигу женщин-избирательниц). Согласно местной газете, эта Ассоциация была основана «некоторыми из самых выдающихся женщин Иллинойса, которые сделали бессмертный послужной список за свою службу делу избирательного права женщин».
Оригинальный текст (англ.)"Dr. Anna Blount and Grace Wilbur Trout ... achieved state-wide reputations as leaders for the cause, and both served on the Municipal Suffrage Commission in Illinois, as did Club members Grace Hall Hemingway and Anna Lloyd Wright.  Dr. Blount was an active physician and surgeon, with a specialty in obstetrics and gynecology.  She campaigned vigorously for suffrage, and in 1906 she, along with Elizabeth Ball and Phoebe Butler, established the Suburban Civics and Equal Suffrage Association (later the League of Women Voters).  According to the local paper, this Association was founded by 'some of the most prominent women in Illinois, who have made an imperishable record for their service in the cause of woman suffrage.'"
— 
В «Молодом Хемингуэе» Майкл Рейнольдс говорит: «В 1907 году, к удовольствию мужчин Ок Парка, в Институте Сковилла был проведён съезд Иллинойса о равном избирательном праве, где доктор Анна Блаунт, местная женщина, была самым остроумным и убедительным голосом».
Что касается высокой репутации Блаунта, на страницах 106–107 Рейнольдс заявляет:
«В те дни в Ок-Парке жёны были известны в газетах под именами их мужей: миссис Джон Фарсон, миссис Уильям Бартон. Напротив, мать Хемингуэя всегда появлялась как миссис Грейс Холл Хемингуэй. В таком образе появились только две другие женщины: доктор Анна Блаунт, которая возглавляла суфражистское движение в Ок-Парке и Иллинойсе и внесла свой вклад на национальном уровне в борьбу за право голоса; и Белль Уотсон-Мелвилл, исполнительница национального шоу Chautauqua».

## Личная жизнь
Доктор Анна Блаунт и её муж Ральф Эрл Блаунт работали в Hull House. Они жили в Ок-Парке, штат Иллинойс, и у них было трое детей: Уолтер Патнэм, Эрл Эллсворт и Рут Амелия. И Уолтер, и Рут стали врачами, причём Рут, получившая степень доктора медицины в Северо-Западном университете 16 июня 1934 года, была одной из женщин, «поощрённых… стать врачами» своей матерью, как упоминалось выше.
Сильвия Кузьма-Марковска называет доктора Блаунт «врачом, суфражисткой и общественным деятелем. Она окончила медицинский факультет Женской медицинской школы Северо-Западного университета, а также гинекологию и педиатрию в университете Мюнхена». Доктор Блаунт вела активную медицинскую практику.
Известность доктора Блаунт в районе Чикаго была проиллюстрирована фотографией 1934 года, на которой она, её невестка и недавно родившаяся внучка появились на первой полосе «Chicago Herald and Examiner». Подпись к фотографии гласит: «ВСЕ УЛЫБАЮТСЯ… Доктор Анна Блаунт…, ветеран Женской и детской больницы, изображена со своей внучкой Элизабет, 5 дней от роду, как и невестка, Эстер Штамм Блаунт счастливо улыбается». Статья на первой полосе называется «Больница эффективно управляется только женщинами» и утверждает, что женская и детская больница существовала со времён Гражданской войны и только что отметила свое семидесятилетие.